# Hydraena chersonesica
Hydraena chersonesica är en skalbaggsart som beskrevs av Jäch, Díaz och Przewozny 2007. Hydraena chersonesica ingår i släktet Hydraena och familjen vattenbrynsbaggar. Inga underarter finns listade i Catalogue of Life.